# Anywhere but Here
Anywhere but Here (bra: Em Qualquer Outro Lugar; prt: A Minha Mãe, Eu e a Minha Mãe) é um filme estadunidense de 1999, do gênero comédia dramática, dirigido por Wayne Wang com roteiro baseado em livro de Mona Simpson.

## Prêmios e indicações
| Premiação          | Categoria                | Recipiente      | Resultado |
| ------------------ | ------------------------ | --------------- | --------- |
| Globo de Ouro 2000 | Melhor atriz coadjuvante | Natalie Portman | Indicado  |

## Elenco
- Susan Sarandon .... Adele August
- Natalie Portman .... Ann August
- Hart Bochner .... Josh Spritzer
- Eileen Ryan .... Lillian
- Ray Baker .... Ted
- John Diehl .... Jimmy
- Shawn Hatosy .... Benny
- Bonnie Bedelia .... Carol
- Faran Tahir .... Hisham Badir

## Sinopse
Adele August (Susan Sarandon) é uma mulher excêntrica, que abandona o seu segundo marido para ir a Beverly Hills e realizar seus sonhos, mas não é certo esses sonhos. Sua filha Ann (Natalie Portman), vai com ela. Durante sua estância em Beverly Hills, Adele improvisa o seu dia a dia, não tendo muitas vezes o dinheiro necessário para pagar suas dívidas. Ademais, espera que sua filha se torne uma atriz, porém Ann tem outros planos: ela quer ir para a faculdade.